# Liste des œuvres d'Émile Goué
Cette liste regroupe les œuvres d’Émile Goué d'après le catalogue établi par le musicologue Philippe Malhaire en 2014, en collaboration avec Bernard Goué (fils du compositeur). Ce catalogue se fonde sur cinq sources, qu’il compile et/ou complète : le fonds d’archives de l’association Les Amis d’Émile Goué ; le Fonds Émile Goué déposé à la Médiathèque musicale Gustav Mahler ; la liste d’œuvres numérotées établie par Émile Goué en 1945, où ne figurent pas les œuvres juvéniles, antérieures à 1922-1925, ainsi qu’une dizaine d’œuvres jugées inférieures par le compositeur ; le catalogue établi par Yvonne Goué et Philippe Gordien après la mort d’Émile Goué ; la liste d’œuvres établie par Émile Goué en 1945 complétée par Damien Top en 2012.

## Classement chronologique
| Légende                 |
| Musique symphonique     |
| Musique de chambre      |
| Musique pour piano seul |
| Musique lyrique         |
| Mélodies                |
| Musique chorale         |

| no d'opus | Cote   | Titre                                              | Dates de composition     | Notes |
| --------- | ------ | -------------------------------------------------- | ------------------------ | --- |
| 1         | EG 01  | Brindilles                                         | 1922-1924                | pour piano 1/ Les Cloches du soir ; 2/ Barcarolle ; 3/ Nocturne ; 4/ Ronde ¤ réutilisation de certaines œuvres juvéniles, dont une Sonate pour piano (1923) |
| 2         | EG 02  | À quoi songeaient les deux cavaliers dans la forêt | 1923, revu en 1935       | pour voix et piano ; poème de Victor Hugo |
|           | EG 03  | Barcarolle                                         | 1924                     | pour soprano, ténor et piano ; poème de Maurice Audubert-Boussat |
|           | EG 04  | Les Heures étranges                                | 1925                     | pour violon et piano 1/ Première heure ; 2/ Deuxième heure ; 3/ Troisième heure ; 4/ Quatrième heure ¤ Sans rapport avec EG 25 |
|           | EG 05  | Le Chevrier                                        | 1925                     | drame lyrique en cinq actes pour voix et piano ; d’après le roman de Ferdinand Fabre et le poème de Maurice Audubert-Boussat |
|           | EG 06  | L’Inquiétude                                       | 1930                     | pour piano |
| 3a        | EG 07a | Pénombres                                          | 1930-1931                | suite pour piano 1/ Je voudrais une nuit de lune somnolente ; 2/ Lassitude ; 3/ Fantasmagories de brouillard ¤ Titre initial : Les Rêves chantés |
| 3b        | EG 07b | Pénombres                                          | 1942                     | suite pour orchestre symphonique 1/ Je voudrais une nuit de lune somnolente ; 2/ Lassitude ; 3/ Fantasmagories de brouillard |
|           | EG 08a | Vu sur la mer                                      | 1931                     | suite pour piano 1/ Près de la grève ; 2/ Le Phare ; 3/ La Barque |
|           | EG 08b | Deux Nocturnes                                     | 1936                     | pour piano 1/ Rives changeantes ; 2/ Phare tournant ¤ Modification de Vu sur la mer (EG 08a) : Près de la grève change de titre et devient Rives changeantes ; idem pour Le Phare qui devient Phare tournant. La Barque est laissée de côté                                  |
|           | EG 08c | Deux Éclairages                                    | 1938                     | pour piano 1/ Soir au bassin d’Arcachon ; 2/ Plein air sur un plateau creusois ¤ La Barque (EG 08a) change de titre et devient Soir au bassin d’Arcachon |
| 24        | EG 08d | Horizons (pièces descriptives)                     | 1939                     | pour piano 1/ Phare tournant ; 2/ Soir au bassin d’Arcachon ; 3/ Plein air sur un plateau creusois ¤ Reprise avec modifications des œuvres référencées EG 08b et EG 08c |
| 4a        | EG 09a | La Chanson des yeux de ma Mie                      | 1932                     | pour voix et piano ; poème de Maurice Audubert-Boussat |
| 4b        | EG 09b | La Chanson des yeux de ma Mie                      | 1942                     | pour voix et orchestre ; poème de Maurice Audubert-Boussat |
| 5         | EG 10  | Deux Mélodies                                      | 1932                     | pour voix et piano ; poèmes de Louis Mercier et Ferdinand Duviard 1/ La Route ; 2/ Le Chemin |
| 6         | EG 11  | Trio en fa mineur                                  | 1933                     | pour violon, violoncelle et piano 1/ Très lent – Très animé ; 2/ Lent ; 3/ Extrêmement vite ; 4/ Animé |
| 7         | EG 12  | Poème symphonique                                  | 1933                     | pour orchestre symphonique ¤ Titre initial : Le Vent dans nos âmes |
| 8a        | EG 13a | Wanda                                              | 1934                     | action musicale en deux actes et six tableaux ; d’après la nouvelle de Ferdinand Duviard ; paroles d’Émile Goué |
| 8b        | EG 13b | Wanda                                              | 1934                     | extraits symphoniques 1/ Valse ; 2/ Les Jeux de l’océan près des falaises de Vendée ; 3/ Entracte |
| 8c        | EG 13c | Wanda                                              | entre 1934 et 1939       | extraits pour piano 1/ Valse ; 2/ Les Jeux de l’océan près des falaises de Vendée ; 3/ Entracte |
| 9         | EG 14  | Première Symphonie « classique », en sol mineur    | 1925-1934, revue en 1937 | pour orchestre 1/ Extrêmement lent ; 2/ Lent ; 3/ Mouvement de scherzo ; 4/ Modéré ¤ Le 4e mouvement réutilise l’Allegro d’une Symphonie juvénile (1925) |
|           | EG 15  | Fleurs mortes                                      | 1934                     | pour violon et piano 1/ Fleurs mortes n° 1 ; 2/ Fleurs mortes n° 2 |
| 10        | EG 16  | Deux Aubades                                       | 1934                     | pour flûte et piano 1/ Aubade n° 1 ; 2/ Aubade n° 2 |
| 11        | EG 17  | Ambiances, suite n° 1                              | 1933-1935                | suite pour piano 1/ Chanson folle ; 2/ Le Sanglot monocorde et navrant de nos rêves ; 3/ Clown triste |
| 12        | EG 18  | L’Offrande sous les nuages (cycle de six mélodies) | 1935-1937                | pour voix et piano ; poèmes de Christiane Delmas 1/ Ce soir, la nostalgie de mon pays me berce ; 2/ Il y a des amours ; 3/ Bonheur humain ; 4/ Que c’est long toute une nuit ; 5/ Cloche d’automne ; 6/ Il est une heure où l’on a peur de soi                               |
|           | EG 19a | Sonate (1re version)                               | 1936                     | pour piano 1/ Très animé ; 2/ Très lent ; 3/ Très animé |
| 13        | EG 19b | Sonate (version définitive)                        | 1936-1937                | pour piano 1/ Très animé ; 2/ Très lent ; 3/ Très animé ¤ Seconde version de la Sonate répertoriée EG 19a. Goué apportera quelques modifications aux premier et dernier mouvements initiaux après avoir rencontré Albert Roussel le 14 janvier 1937                          |
| 14a       | EG 20a | Trois Pièces pour hautbois, clarinette et basson   | 1937                     | pour trio d’anches 1/ Bagatelle ; 2/ Mélopée ; 3/ Scherzo |
| 14b       | EG 20b | Trois Pièces pour trio d’anches                    | ?                        | pour piano 1/ Bagatelle ; 2/ Mélopée ; 3/ Scherzo |
| 15        | EG 21  | Premier Quatuor à cordes                           | 1937                     | pour quatuor à cordes 1/ Très lent ; 2/ Très vif ; 3/ Lent |
| 16a       | EG 22a | Chants de l’âme navrée                             | 1937                     | pour voix et piano ; poèmes de Raymond Christoflour, Emily Brontë et Christiane Delmas 1/ Le Moulin ; 2/ L’Étang morne ; 3/ Nuit ; 4/ Prière à l’heure du désespoir |
| 16b       | EG 22b | Chants de l’âme navrée                             | 1937                     | pour voix et orchestre de chambre ; poèmes de Raymond Christoflour, Emily Brontë et Christiane Delmas 1/ Le Moulin ; 2/ L’Étang morne ; 3/ Nuit ; 4/ Prière à l’heure du désespoir                                                                                           |
| 17        | EG 23  | Notre Père                                         | 1937                     | pour voix et piano (ou orgue) |
| 18        | EG 24  | Première Petite Suite facile                       | 1937                     | pour piano 1/ Divertissement ; 2/ Question sans réponse ; 3/ Ronde joyeuse |
| 19        | EG 25  | Les Heures étranges                                | 1938                     | pour voix et piano ; poèmes de Edmond Blanguernon, Pierre Vandendries, Emily Brontë et René Morand 1/ Lunaire ; 2/ Les Soirs ; 3/ La nuit se fait plus noire ; 4/ Reprise ¤ Sans rapport avec EG 04                                                                          |
| 20a       | EG 26a | Psaume XIII                                        | 1938                     | pour ténor, chœur mixte et orchestre |
| 20b       | EG 26b | Psaume XIII                                        | 1938                     | pour ténor, chœur mixte et piano |
| 21        | EG 27  | Deuxième Petite Suite facile                       | 1938                     | pour piano 1/ Fugue enfantine ; 2/ Chant de quiétude ; 3/ Pantomime |
|           | EG 28  | Marche enfantine                                   | 1939                     | pour piano |
| 22        | EG 29  | Trio pour violon, alto et violoncelle              | 1939                     | pour violon, alto et violoncelle 1/ Presto ; 2/ Adagio ; 3/ Allegro final en forme de tarentelle |
| 23        | EG 30  | Trois Chansons sur la pluie                        | 1938-1939                | pour voix grave et piano ; poèmes de André Fage, Raymond Christoflour et Pierre Vandendries 1/ Grisaille ; 2/ Pluie ; 3/ La pluie qui vient |
| 25        | EG 31  | Ballade                                            | 1940                     | pour soprano, quatuor vocal et quatuor à cordes et piano ; poème d’Emily Brontë |
|           | EG 32  | Nuits d’exil                                       | 1940                     | pour voix et piano ; poème de René Christian-Frogé ¤ Titre initial : Nuits de velours que rehaussent les clairs de lune |
| 26        | EG 33  | Troisième Petite Suite facile                      | 1940                     | pour piano non retrouvée |
| 27b       | EG 34a | Psaume CXXIII                                      | 1940                     | pour chœurs a cappella non retrouvé |
| 27c       | EG 34b | Psaume CXXIII                                      | 1940                     | pour chœurs, quatuor à cordes et piano non retrouvé |
| 27d       | EG 34c | Psaume CXXIII                                      | 1940                     | pour ténor, chœur d’hommes et petit orchestre |
| 27a       | EG 34d | Psaume CXXIII                                      | 1940                     | pour ténor, chœur d’hommes et orchestre |
| 27e       | EG 34e | Psaume CXXIII                                      | ?                        | pour ténor, chœur d’hommes et orgue (extrait) 1/ Ad te levavi |
| 28        | EG 35a | Petite Suite facile pour quatuor à cordes          | 1940                     | pour quatuor à cordes 1/ Prélude ; 2/ Rorate ; 3/ Noël languedocien |
|           | EG 35b | L’Amitié                                           | ?                        | pour voix grave et quatuor à cordes ; poème de Christiane Delmas ¤ Arrangement du Prélude référencé EG 35a |
|           | EG 36  | L’Apôtre                                           | 1940                     | oratorio ; argument de René Christian-Frogé partiellement retrouvé |
| 29        | EG 37  | Deuxième Quatuor à cordes                          | 1941                     | pour quatuor à cordes 1/ Très vif ; 2/ Modérément lent ; 3/ Très vif ; 4/ Animé |
| 30        | EG 38  | Concerto pour piano et orchestre                   | 1939-1941                | pour piano et orchestre 1/ Très vif ; 2/ Très lent ; 3/ Très animé |
| 31a       | EG 39a | Renaissance                                        | 1941                     | oratorio mimé pour voix et orchestre ; argument de Georges-André Martin 1/ Première journée : subir ; 2/ Deuxième journée : réagir |
| 31b       | EG 39a | Renaissance                                        | 1941                     | oratorio mimé pour voix et piano* ; argument de Georges-André Martin 1/ Première journée : subir ; 2/ Deuxième journée : réagir |
|           | EG 40a | Sonate pour une Deuxième Vie (1re version)         | 1941                     | pour violon et piano 1/ Véhément et même échevelé par instants ; 2/ Mort d’un autre ; 3/ Âpre et parfois violent |
| 32        | EG 40b | Sonate pour violon et piano (version définitive)   | 1941-1944                | pour violon et piano 1/ Très animé ; 2/ Extrêmement lent (sous-titre : « mort d’un autre ») ; 3/ Très vif ¤ Seconde version de la Sonate répertoriée EG 40a. Goué a remanié le premier mouvement et complètement refait le troisième. Le titre initial n’a pas été maintenu. |
| 33        | EG 41  | Sextuor à cordes                                   | 1942                     | pour sextuor à cordes 1/ Lent ; 2/ Très animé ; 3/ Lent ; 4/ Vif |
| 34        | EG 42  | Duo pour violon et violoncelle                     | 1942                     | pour violon et violoncelle 1/ Animé ; 2/ Très lent ; 3/ Très vif |
| 35        | EG 43  | Ambiances, suite n° 2                              | 1942                     | pour piano 1/ Orage ; 2/ Fleur morte ; 3/ Renouveau |
| 36a       | EG 44a | Trois Mélodies pour voix et quatuor à cordes       | 1942-1943                | pour voix et quatuor à cordes ; poèmes de Jean de La Ville de Mirmont et Rainer Maria Rilke (traduction par Maurice Betz) 1/ Novembres pluvieux ; 2/ Jour d’automne ; 3/ Toi qui te connais mal                                                                              |
| 36b       | EG 44b | Trois Mélodies pour voix et quatuor à cordes       | ?                        | pour voix et piano ; poèmes de Jean de La Ville de Mirmont et Rainer Maria Rilke (traduction par Maurice Betz) 1/ Novembres pluvieux ; 2/ Jour d’automne ; 3/ Toi qui te connais mal                                                                                         |
| 37        | EG 45  | Prélude, Choral et Fugue                           | 1943                     | pour piano |
| 38        | EG 46  | Trois Poèmes de Rainer Maria Rilke                 | 1943                     | pour voix et piano ; poèmes de Rainer Maria Rilke (traduction par Maurice Betz) 1/ Inquiétude ; 2/ C’était le jour des chrysanthèmes blancs ; 3/ Heure grave |
| 39        | EG 47  | Deuxième Symphonie, avec violon principal, en la   | 1943                     | pour orchestre avec violon principal 1/ Modérément animé ; 2/ Très lent ; 3/ Animé ; 4/ Animé |
| 40        | EG 48  | Préhistoires                                       | 1943                     | pour piano 1/ Incantation ; 2/ Imploration ; 3/ Invocation |
| 41a       | EG 49a | Esquisse pour un paysage vu du Mont Coudreau       | 1943                     | pour grand orchestre |
| 41b       | EG 49b | Esquisse pour un paysage vu du Mont Coudreau       | 1943                     | pour orchestre de chambre |
| 41c       | EG 49c | Esquisse pour un paysage vu du Mont Coudreau       | ?                        | pour piano (arrangement par Émile Goué ou Philippe Gordien) |
|           | EG 50  | Volpone                                            | 1944                     | musique de scène non retrouvée |
|           | EG 51  | Ubu Roi                                            | 1944                     | musique de scène partiellement retrouvée |
| 42        | EG 52  | Quintette pour piano et cordes                     | 1943-1944                | pour quatuor à cordes et piano 1/ Très modéré ; 2/ Lent – Animé |
| 43a       | EG 53a | Macbeth                                            | 1944                     | suite d’orchestre symphonique 1/ Prélude ; 2/ Interlude ; 3/ Danse des sorcières |
| 43b       | EG 53b | Macbeth                                            | entre 1944 et 1946       | pour piano (arrangement par Émile Goué ou Philippe Gordien) 1/ Prélude ; 2/ Interlude ; 3/ Danse des sorcières |
| 44        | EG 54  | Deux Impromptus                                    | 1944                     | pour piano |
| 45        | EG 55  | Prélude, Aria et Final                             | 1944                     | pour piano |
| 46        | EG 56  | Troisième Quatuor à cordes                         | 1944-1945                | pour quatuor à cordes 1/ Très lent ; 2/ Très lent ; 3/ Animé |
| 47        | EG 57  | Deux Mélodies                                      | 1945                     | pour ténor et orchestre ; poèmes de Emily Brontë et Robert Dubourg 1/ Ô la chute des feuilles ; 2/ Le noir tissu |
| 48        | EG 58  | Thème et Variations                                | 1945                     | pour piano |
| 49a       | EG 59a | Esquisse pour une inscription sur une stèle        | 1946                     | pour orchestre |
| 49b       | EG 59b | Esquisse pour une inscription sur une stèle        | 1946                     | pour piano (arrangement par Émile Goué ou Philippe Gordien) |